# Бражник магнолиевый
Магнолиевый бражник, или бражник Скрибы (лат. Notonagemia scribae) — бабочка из семейства бражников (Sphingidae). Описан из Японии в ранге самостоятельного вида как Psilogramma scribae Austaut, 1911. Назван в честь немецкого энтомолога-колеоптеролога XIX века Вильгельма Скрибы (Wilhelm Georg Heinrich Scriba). Долгое время рассматривался как подвид Notonagemia analis (R.Felder, [1874]). В.Золотухин и С.Евдошенко (2019) подняли этот устойчивый к холоду таксон scribae Austaut обратно до уровня вида (от Notonagemia analis scribae) на основании 5 % расхождения в ДНК-баркодинге от Notonagemia analis и отсутствия выступающего торнуса переднего крыла по сравнению с Notonagemia analis, который встречается в Северной Индии, Непале, Бутане, на юге Китая, включая Тайвань, на севере Мьянмы (Бирмы), севере Таиланда и севере Вьетнама.

## Описание
Размах крыльев 87-110 мм. Передние крылья серые, с размытым коричневато-серым рисунком, из которого выделяются тёмные штрихи в центральной части крыла и тёмные пятна близ вершины. Задние крылья тёмно-коричневые. Спинка серая, по бокам окаймлена коричнево-серыми полосами.

## Ареал
На территории России известен только с острова Кунашир (Курильские острова) — единственного места в России, где произрастают дикие магнолии. Также встречается на северо-востоке Китая (Хэйлунцзян), в Северной и Южной Корее, а также в Японии.

## Лёт
Бабочки летают во второй половине июля — начале августа, не встречаясь в отдалении от мест произрастания магнолии, кормового растения гусениц.

## Преимагинальные стадии
Гусеницы питаются листьями магнолий (Magnolia kobus, Magnolia liliiflora), на Кунашире — магнолии обратнояйцевидной (Magnolia obovata). Они светло-зелёные, с мелкой светло-жёлтой крапчатостью и такого же цвета косыми полосами по бокам. Рог на задней части тела желтоватый снизу и коричневатый сверху. Иногда у гусениц выражена красноватая спинная полоса, желтоватая по центру и расширенная на границах сегментов.

## Замечания по охране
Вид рекомендуется к внесению в Красную Книгу Сахалинской области.